# Северный участок отрядов завесы
Северный участок отрядов завесы (СУОЗ), был создан после подписания Брестского мира на основании постановления Комитета революционной обороны Петрограда от 3 марта 1918 и директивы Высшего военного совета от 5 марта 1918 для прикрытия внутренних областей Советской России от возможного вторжения германских войск.
В состав СУОЗ вошли отряды, действовавшие в полосе: Остров — Старая Русса и Полоцк — Велиж — Белый.
14 марта 1918 года СУОЗ был объединён с Петроградским районом обороны и руководство им было возложено на штаб Петроградского района обороны, который стал именоваться Штабом Петроградского района обороны и Северного участка отрядов завесы.
Войска обороняли район, имевший границы:
- с юга линия железной дороги Невель — Великие Луки — Осташков — Бологое;
- с запада и северо-запада — Нарва, р. Нарва, Чудское и Псковское озера, Псков, Старая Русса, Междуозерный и Карельский перешейки (граница с Финляндией), Финский залив;
- с востока — Боровичи, р. Молога, Вологда.

Главной задачей СУОЗ было обеспечение обороны Петрограда.

## Состав СУОЗ
По распоряжению Военного совета Петроградского района обороны и Северного участка отрядов завесы (19 марта 1918) в составе района началось формирование семи территориальных военных округов.
Первыми двумя округами, созданными в марте, стали:
- Гатчинский (из войск Нарвского оборонительного района);
- Лужский (из псковских отрядов).

Следующие пять округов были сформированы уже в апреле:
- Карельский (бывш. Карельский район);
- Ямбургский (бывш. Гатчинский военный округ);
- Новгородский (бывш. Лужский военный округ);
- Старорусский (бывш. Порховский оборонительный район);
- Новоржевский.

В июне к ним добавился Олонецкий участок.
В апреле 1918 года штабом района был разработан план формирования 11 пехотных дивизий. В соответствии с планом, по распоряжениям Военного совета района началось переформирование участков:
- Карельского — в корпус (Вологодская и Олонецкая дивизии);
- Ямбургского — в Гатчинскую дивизию;
- Новгородского — в корпус (Псковская (Лужская) и Новгородская дивизии);
- Старорусского и Новоржевского — в одноимённые дивизии.

Дополнительно должны были формироваться корпуса в Петрограде (1 и 2-я Петроградские дивизии) и Бежецке (Бежецкая и Мологская дивизии).
Высший военный совет включил этот план в свой план формирования регулярных соединений Красной армии, отменив корпусное звено.
11 сентября 1918 года в связи с созданием Северного фронта штаб СУОЗ был расформирован, а войска и управления были использованы для формирования 6-й и 7-й армий Северного фронта.

## Военный совет
Во главе СУОЗ стоял Военный совет, в состав которого входил военный руководитель и два комиссара. Военный совет вёл работу по формированию из местного населения частей и подразделений Красной армии, которые использовались на СУОЗ или отправлялись на другие направления.

### Военные руководители
- А. В. Шварц (11 марта — 26 мая 1918);
- Д. П. Парский (26 мая — 8 августа 1918);
- В. М. Гиттис (8 августа — 11 сентября 1918).

### Политкомиссары СУОЗ
- П. П Торгушин (14 марта — 15 апреля 1918);
- А. И. Ковригин (14 марта — 15 апреля 1918);
- М. М. Лашевич (15 апреля — 11 сентября 1918);
- И. Т. Смилга (15 апреля— 30 мая 1918);
- Л. М. Глезаров (30 мая — 11 сентября 1918).